# Bright Future
Die Bright Future Studio GmbH wurde im Januar 2006 von Gerald Köhler, Petr Vlček und Thomas Schwan gegründet. Das Entwicklungsstudio für interaktive Unterhaltungssoftware ging aus internen Studios des US-Publishers Electronic Arts hervor und ist mit diesem weiterhin über dessen Geschäftseinheit EA Partners verbunden. Diese Partnerschaft ermöglicht Bright Future einen Technologieaustausch mit Electronic Arts und z. B. die Nutzung der FIFA-Spiel-Engine für künftige Eigenentwicklungen. Bright Future wurde Anfang 2012 von Travian Games gekauft.

## Unternehmen
In der Zeit (2000–2006) als internes Studio von Electronic Arts wurde die Fußball-Manager-Reihe entwickelt und innerhalb kürzester Zeit zur Marktführerschaft im Segment der Sport-Management-Simulationen in Deutschland geführt. Als erstes Projekt nach der Studiogründung wurde im Oktober 2006 der Fußball Manager 07 veröffentlicht.
Der Sitz von Bright Future ist, wie in der Zeit vor der Gründung als unabhängiges Studio, in den Büroräumen der deutschen Niederlassung von Electronic Arts, in Köln. Ein gemeinsamer Umzug in den Kölner Rheinauhafen fand im Oktober 2007 statt.
Der Studiogründer Gerald Köhler ist in der Spielergemeinde als einer der Urväter der Fußball-Management-Simulationen bekannt. Während seiner Tätigkeit bei Ascaron war er verantwortlich für die Entwicklung der ersten drei Teile der Anstoss-Reihe und nach seinem Wechsel zu Electronic Arts im Jahr 2000 war er dort für das Label EA Sports für die bis dato relativ erfolglose Fußball-Manager-Reihe verantwortlich. Anfang 2012 wurde Bright Future vom Münchner Browserspielhersteller Travian Games übernommen.

## Bedeutung
Bright Future entwickelte mit der Fußball-Manager-Reihe den Marktführer im Bereich der Sport-Management-Simulationen in Deutschland und kann auch Erfolge auf dem vom Konkurrenzprodukt Football Manager beherrschten internationalen Markt, z. B. in Großbritannien, Frankreich, Italien und Spanien vorweisen. In diesen Ländern wird das Spiel unter dem Namen FIFA Manager vertrieben (in Frankreich heißt das Spiel 'LFP Manager'). Vom Fußball Manager 07 wurden in den ersten Wochen nach Erscheinen in Deutschland bereits über 130.000 Exemplare verkauft und der Titel führte mehrere Wochen die deutschen PC-Spiele-Verkaufscharts von Media Control an.
Am 22. März kam mit 'Fußball Manager 07 – Verlängerung' das erste Add-on der Serie auf den Markt. Am 30. Oktober 2007 erschien der Fußball Manager 08. Auch vom FM08 wurden in Deutschland bis Februar 2008 wiederum über 130.000 Exemplare verkauft.
Es gibt in Deutschland nur sehr wenige aktive selbstständige Entwicklungsstudios, die in den letzten Jahren mit ihren Produkten ähnliche Verkaufszahlen erreichen konnten (Crytek, Piranha Bytes, Related Designs, Studio 2 Software). Wenn man die verkauften Spiele seit 2000 zusammenzählt, gibt es kein anderes in Deutschland entwickeltes PC-Produkt, das insgesamt so häufig auf dem deutschen Markt verkauft wurde.
Bright Future ist eines von nur zwei Studios weltweit (neben EA Vancouver), das die Originaldaten der Spieler und Vereine der Fußball-Bundesliga in einem Computerspiel verwenden darf. Zudem entwickelt das Studio nur eines von zwei Spielen weltweit (neben FIFA Football von EA Vancouver), das über die offizielle FIFA-Lizenz verfügt und den Namen FIFA als Spieletitel verwenden darf. Gegenwärtig wird davon nur in der internationalen Version des Fußball Managers Gebrauch gemacht.
Überdies beschäftigt sich Bright Future seit Ende 2008 mit der Entwicklung von Nintendo-DS-Spielen. So ist im Sommer 2009 das lehrreiche Benimmspiel „Knigge – spielend zum guten Benehmen“ im Auftrag von RTL Playtainment erschienen und wurde 2009 für die Kategorie „Bestes Deutsches Casual Game“ beim Deutschen Entwicklerpreis nominiert.

## Spiele
Unter dem Firmennamen Bright Future (ab März 2006):
- Fußball Manager 07 (2006: PC, Testimonial: Thomas Doll)
- Fußball Manager 07 – Verlängerung (2007: PC)
- Fußball Manager 08 (2007: PC, Testimonial: Hans Meyer)
- UEFA EURO 2008  (2008: PC, PlayStation 3, Xbox 360, PlayStation Portable, PlayStation 2), in Zusammenarbeit mit EA Canada
- Fußball Manager 09 (2008: PC, Testimonial: Joachim Löw)
- Knigge – spielend zum guten Benehmen (2009: Nintendo DS)
- Fußball Manager 10 (2009: PC, Testimonial: Ralf Rangnick)
- Fußball Manager 11 (2010: PC, Testimonial: Felix Magath)
- Miramagia (2011–2022)
- Fußball Manager 12 (2011: PC, Testimonial: Thomas Tuchel)
- Fußball Manager 13 (2012: PC, Testimonial: Lucien Favre)
- Rail Nation (2013: PC)
- Fußball Manager 14 (2013: PC, wurde lediglich als „Datenbank-Update“ verkauft)
- Truck Nation (2015: PC)
- Rail Nation (2015: App)

Als Teil von Electronic Arts (vor März 2006):
- Fußball Manager 2002 (2001: PC, Testimonial: Rudi Assauer)
- Fußball Manager 2003 (2002: PC, Testimonial: Lothar Matthäus)
- Fußball Manager 2004 (2003: PC, PlayStation 2, Xbox, Testimonial: Reiner Calmund)
- Fußball Manager 2005 (2004: PC, PlayStation 2, Xbox Testimonial: Felix Magath)
- Fußball Manager 06 (2005: PC, Testimonials: Klaus Allofs, Thomas Schaaf)

## Auszeichnungen
Für das Produkt Fußball Manager wurde die Firma bzw. das Vorgängerunternehmen mehrfach in verschiedenen Kategorien des erstmals 2004 ausgelobten Deutschen Entwicklerpreises ausgezeichnet:
- 2004
  - 1. Platz in der Kategorie beste Community-Betreuung (Fußball Manager 2004)
  - 2. Platz in der Kategorie bestes Gamedesign (Fußball Manager 2004)
- 2005:
  - 1. Platz in der Kategorie bestes Sportspiel PC (Fußball Manager 06)
  - 2. Platz in der Kategorie beste Community-Betreuung (Fußball Manager 06)
- 2006:
  - 1. Platz in der Kategorie bestes Deutsches Sportspiel (Fußball Manager 07)